# Казанцев, Максим Константинович
Максим Константинович Казанцев (1879, Тобольская губерния, Российская империя — 26 июня 1919, Бийск, Белое движение) — российский революционер, участник подпольной пробольшевистской группы Мерлина в Бийске, готовившей вооруженное восстание против Российского правительства в 1919 г. Дядя Н. М. Казанцева.

## Биография
Родился в Тобольской губернии в семье крестьянина. По образованию инженер. Участник революционных событий 1905 г. в Красноярске и Иркутске. В Бийск приехал как административно-ссыльный.

## Участие в красном подполье
Члены подпольной группы Н. М. Мерлина, сформировавшейся в Бийске весною 1919 г., избрали Казанцева начальником штаба восстания, которое предполагалось осуществить первоначально 1 мая, затем перенесенного на 20 мая.
18 мая группа была разоблачена тайным агентом и арестована. Казанцев М. К.,  а также П.М. Мерлин, Н. М. Казанцев, Митрофанов М. М. и В. С. Шадрин были приговорены военно-полевым судом к повешению. Уже на месте казни повешение заменено расстрелом (26 июня 1919).

## Память
27 декабря 1919 расстрелянные белыми участники группы Мерлина были с революционными почестями перезахоронены в братской могиле на городском кладбище. На могиле установлен памятник.
В честь братьев Казанцевых названа одна из магистральных улиц Бийска.